# Люляк
 Тази статия е за растението.  За селото вижте Люляк (село).  
Люлякът (Syringa) е декоративен листопаден храст от семейство Oleaceae. Цъфти от началото на май като отделни сортове цъфтят чак до края на юли с ароматни, подобни на гроздове цветове, най-често в различни оттенъци на виолетовото, но също в бяло или в розово. Растението произхожда от Персия, но е широко разпространено из цяла Европа и Азия. Доста е издръжливо на студове, суша и болести, но все пак се развива най-добре на добре осветени терени с леки, дренирани почви. Важно правило за добър цъфтеж, е прецъфтелите клонки да се отстраняват веднага, за да не възпрепятстват цъфтежа на новите.
В България се отглежда най-често вида Syringa vulgaris.Също така люлякът е ядлив и се използва в кулинарията.

## Видове
Понастоящем приети видове и подвидове от юли 2016 г. :
- Syringa emodi Wall. ex Royle – Himalayan lilac – northern India, Pakistan, Tibet, Nepal
- Syringa josikaea J.Jacq. ex Rchb.f. – Hungarian lilac – Carpathian Mountains of Romania and Ukraine
- Syringa komarowii C.K.Schneid. – nodding lilac – Gansu, Hubei, Shaanxi, Sichuan, Yunnan
- Syringa oblata Lindl. – early blooming lilac or broadleaf lilac – Korea, Gansu, Hebei, Henan, Jilin, Liaoning, Inner Mongolia, Ningxia, Qinghai, Shaanxi, Shandong, Shanxi, Sichuan
  - Syringa oblata subsp. dilatata – Korean early lilac – Nakai – Korea, Jilin, Liaoning
- Syringa pinetorum W.W.Sm. – Sichuan, Tibet, Yunnan
- Syringa pinnatifolia Hemsl. – Gansu, Inner Mongolia, Ningxia, Qinghai, Shaanxi, Sichuan
- Syringa pubescens Turcz. – Korea, Gansu, Hebei, Henan, Hubei, Jilin, Liaoning, Ningxia, Qinghai, Shaanxi, Shandong, Shanxi, Sichuan
- Syringa reticulata (Blume) H.Hara (syn. S. pekinensis) – Japanese tree lilac – Primorye, Japan, Korea, Gansu, Hebei, Heilongjiang, Henan, Jilin, Liaoning, Inner Mongolia, Ningxia, Shaanxi, Shanxi, Sichuan
- Syringa tomentella Bureau & Franch. – Sichuan, Tibet, Yunnan
- Syringa villosa Vahl – villous lilac – Primorye, Korea, Hebei, Shanxi, Heilongjiang, Jilin, Liaoning
- Syringa vulgaris L. – common lilac – native to Balkans; naturalized in western and central Europe, and many scattered locations in North America [3]

### Хибриди
| - S. × diversifolia (S. oblata × S. pinnatifolia) - S. × henryi (S. josikaea × S. villosa) - S. × hyacinthiflora (S. oblata × S. vulgaris) - S. × josiflexa (S. josikaea × S. komarowii) | - S. × laciniata (S. protolaciniata × S. vulgaris) – cut-leaf lilac or cutleaf lilac - S. × persica L. (syn Syringa protolaciniata) – Persian lilac – Afghanistan, Pakistan, western Himalayas, Gansu, Qinghai - S. × prestoniae (S. komarowii × S. villosa) - S. × swegiflexa (S. komarowii × S. sweginzowii) |

## Други
На люляка са наречени улиците „Бял люляк“ в квартал „Надежда IV“ (Карта), „Люляк“ в квартал „Горубляне“ (Карта), „Кичест люляк“ в квартал „Драгалевци“ (Карта) и „Лиляче“ в квартал „Овча купел“ (Карта) в София.